# Wolfgang von Ohnesorge
Wolfgang Feodor Hermann Alfred Wilhelm von Ohnesorge (* 8. September 1901 in Potsdam; † 26. Mai 1976 in Köln) war ein deutscher Maschinenbau-Ingenieur. Nach ihm ist die Ohnesorge-Zahl benannt, eine Kennzahl zur Beurteilung des Einflusses der Trägheit, Viskosität und Oberflächenspannung beim Zerfall von Flüssigkeitsstrahlen.

## Biographie
Wolfgang entstammte dem bei Posen begüterten Adelsgeschlecht von Ohnesorge. Er war der zweite Sohn des deutschen Generalmajors Feodor von Ohnesorge (1872–1926) und dessen Ehefrau Gertrud, geborene Moeller (* 1877).
Ohnesorge besuchte die Schule in Posen und die Klosterschule Roßleben und wollte ursprünglich Kunstgeschichte und Musik studieren. Stattdessen studierte er Maschinenbau an der Technischen Hochschule Charlottenburg von 1922 bis 1927 (Diplom-Ingenieur). Danach war er kurz in der Industrie und ab 1928 Assistent von Hermann Föttinger an der TH Charlottenburg. 1936 wurde er promoviert mit einer Dissertation über Hochgeschwindigkeitsaufnahmen des Zerfalls von Flüssigkeitsstrahlen in Tropfen (Anwendung eines kinematographischen Hochfrequenzapparats mit mechanischer Regelung der Belichtung zur Aufnahme der Tropfenbildung und des Zerfalls flüssiger Strahlen). Die Dissertation erforderte schwierige Experimente und zog sich deshalb einige Jahre hin. Danach wollte er ursprünglich für Borsig arbeiten, fand aber in der Wirtschaftskrise nur eine Stelle in der Eichverwaltung in Berlin und später in Reichenberg in Böhmen. Im Zweiten Weltkrieg war er Soldat in Frankreich und an der Ostfront, wo er verwundet wurde. Zuletzt war er Leutnant und konnte aus sowjetischer Kriegsgefangenschaft entkommen. Er zog mit seiner Familie nach Köln und war dort 1951 bis 1966 Direktor der Landeseichdirektion von Nordrhein-Westfalen.
1951 trat er dem Johanniterorden bei, denen auch sein Vater angehörte, und gründete 1952 die Johanniter Hilfsgemeinschaften, der er bis 1958 vorstand. Er wurde bereits 1954 Rechtsritter, dann 1958 Ehrenkommendator und Leiter der Johanniter in Köln.
Er ist vor allem für seine Dissertation bekannt. In ihr studierte er die Strömung einer Flüssigkeit aus einer Düse, wobei Geschwindigkeit und Art der Flüssigkeit variiert wurden. Er konnte vier Bereiche unterscheiden je nach Geschwindigkeit (vgl. Flüssigkeitsstrahl):
- Langsames Tropfen unter Einfluss der Gravitation ohne Jet-Bildung
- Zerlegung eines zylindrischen Strahls durch axialsymmetrische Störungen nach Lord Rayleigh
- Zerlegung des Jets durch wellenförmige (schraubenartige) Störungen (nach A. Weber (Experiment, 1931) und Haenlein (Theorie))
- „Statische“ Zerlegung in Tropfen

Zur Unterscheidung der verschiedenen Regime erwies sich die von Ohnesorge eingeführte Ohnesorge-Zahl als nützlich (die sich durch die Weber- und Reynolds-Zahl ausdrücken lässt).
Er war seit 1929 mit Antonie von Stolberg-Wernigerode verheiratet (Scheidung 1934) und hatte eine Tochter. 1939 heiratete er Siegrid von Bünau, mit der er fünf Kinder hatte.